# Mnich z Prüfeningu
Mnich či Anonym z Prüfeningu (latinsky Monachus/Anonymus Prieflingensis) byl mnich neznámého jména z kláštera svatého Jiří v Prüfeningu na okraji Řezna, autor životopisu zakladatele kláštera Oty Bamberského. Dříve byl ztotožňován s řeholníkem jménem Boto, který obýval klášter v letech 1130-1170. Rakouský medievalista Heinrich Fichtenau jej na základě paleografických a stylistickým argumentů  ztotožnil s klášterním knihovníkem Wolfgerem. Ani tato hypotéza však nebyla definitivně přijata a za autor životopisu je tak stále anonymní.
Jeho dílo Vita Ottonis episcopi Babenbergensis (Život biskupa Oty Bamberského) či Vita Prieflingensis (Život z  Prüfeningu) pochází z let 1140-1146 a zachovalo se ve velkém hagiografickém kompendiu Magnum Legendarium Austriacum. Od poloviny 19. století byl tento životopis považován za nejmladší a proto nejméně hodnotný, ale později byl tento názor vyvrácen, definitivně německým historikem Adolfem Hofmeisterem v roce 1924. Toto dílo má nejméně hagiografických a fantastických prvků ve srovnání s dvěma mladšími životopisy jejichž autory byli Ebbo a Herbord. První kniha vypráví o působení biskupa Ota na dvoře polského knížete Vladislava I. Hermana a římského císaře Jindřicha IV., druhá o misijní vyprávě k Pomořanům v roce 1124 a třetí o vyprávě z roku 1128. Autor popisovaným událostem pravděpodobně nebyl osobně přítomen a nejmenuje svoje informátory, jedním z nich pravděpodobně byl biskup Adalbert Pomořanský.